# Regiune autonomă

Ţări cu cel puţin o regiune autonomă

Regiunea autonomă este o zonă bine delimitată în cadrul unui stat realizată pe diverse criterii (etnice, culturale) și care oferă o largă autonomie față de guvernul central.
Regiunile autonome pot fi împărțite în autonomii teritoriale, autonomii teritoriale subregionale și autonomii locale. 
Exemple de regiuni autonome:
- Insulele Åland (Finlanda)
- Insulele Feroe (Danemarca)
- Groenlanda (Danemarca)
- Trentino-Tirolul de Sud (Italia)
- Madeira (Portugalia)
- Azore (Portugalia)
- Regiunea Autonomă Maghiară (în maghiară Magyar Autonóm Tartomány a fost o regiune care a existat în România între septembrie 1952 și februarie 1968, compusă dintr-un teritoriu locuit de o majoritate secuiască.
- Regiunea Autonomă Evreiască (în limbile rusă Евре́йская автоно́мная о́бласть, idiș: ייִדישער אױטאָנאָמע געגנט – Iidișer Oitonome Gegnt)
- Regiunea Autonomă Bratislava
- Unitatea Teritorială Autonomă Găgăuzia (în turcă Gagauz-Yeri, în rusă Гагаузия), Republica Moldova